# Stazione di Napoli Garibaldi
Stazione di Napoli Garibaldi vasútállomás Olaszországban, Nápoly településen.

## Vasútvonalak
Az állomást az alábbi vasútvonalak érintik:
- Nápoly–Nola–Baiano-vasútvonal
- Nápoly–Ottaviano–Sarno-vasútvonal
- Napoli-Pompei-Poggiomarino-vasútvonal

## Kapcsolódó állomások
A vasútállomáshoz az alábbi állomások vannak a legközelebb:
- Stazione di Napoli Centro Direzionale
- Stazione di Napoli Porta Nolana (Stazione di Napoli Porta Nolana, line 13, Nápoly–Ottaviano–Sarno-vasútvonal)
- Stazione di Via Gianturco (Stazione di Sarno (Circumvesuviana), Nápoly–Ottaviano–Sarno-vasútvonal)
- Stazione di Torre Annunziata Oplonti (Stazione di Sorrento, line 13)